# Авенал (город)
Авенал (англ. Avenal) — город в США, в округе Кингс, штата Калифорния. Население составляет 15 505 человек (перепись 2010 года).

## География
По данным бюро переписи населения США в 2010 году город имел площадь 50,30 км².

## Демография
Согласно переписи 2010 года, в городе проживало 15 505 человек, а именно в 2222 домохозяйствах в составе 1876 семей. Плотность населения составляла 308 человек/км².
Расовый состав населения:
| - 39,0 % — белых - 10,5 % — черных или афроамериканцев - 1,2 % — коренных американцев - 0,7 % — азиатов - 46,4 % — лиц других рас |

К двум или более расам принадлежало 2,2 %. Доля испаноязычных составила 71,8 % от всех обитателей.
По возрастному диапазону население распределялось следующим образом: 21,4 % — лица младше 18 лет, 74,6 % — лица в возрасте 18-64 лет, 4,0 % — лица в возрасте 65 лет и старше. Медиана возраста жителя составила 34,2 года. На 100 человек женского пола в городе приходилось 262,5 мужчины; на 100 женщин в возрасте от 18 лет и старше — 357,9 мужчин также старше 18 лет.
Средний доход на одно домашнее хозяйство составил 40 663 доллара США (среднее значение — 32 432), а средний доход на одну семью — 39 011 доллар (среднее значение — 32 743). Среднее значение доходов составляла 29 016 долларов для мужчин и 25 216 долларов для женщин.